# Кошкар (озеро, Алтынсаринский район)
Кошкар (каз. Қошқар) — озеро в Алтынсаринском районе Костанайской области Казахстана. Находится в 8 км к северу от села Зуевка.
По данным топографической съёмки 1944 года, площадь поверхности озера составляет 1,34 км². Наибольшая длина озера — 1,8 км, наибольшая ширина — 1 км. Длина береговой линии составляет 4,8 км, развитие береговой линии — 1,16. Озеро расположено на высоте 175,7 м над уровнем моря.